# 1. Fußball-Club Köln 01/07 1969-1970
Questa voce raccoglie le informazioni riguardanti il 1. Fußball-Club Köln 01/07 nelle competizioni ufficiali della stagione 1969-1970.

## Stagione
Nella stagione 1969-1970 il Colonia, allenato da Hans Merkle, concluse il campionato di Bundesliga al 4º posto. In Coppa di Germania il Colonia perse la finale con il Kickers Offenbach.

## Rosa
| N. |                     | Ruolo | Calciatore          |
| -- | ------------------- | ----- | ------------------- |
|    | Germania (bandiera) | P     | Rolf Birkhölzer     |
|    | Germania (bandiera) | P     | Manfred Manglitz    |
|    | Serbia (bandiera)   | P     | Milutin Šoškić      |
|    | Germania (bandiera) | D     | Werner Biskup       |
|    | Germania (bandiera) | D     | Peter Blusch        |
|    | Germania (bandiera) | D     | Bernd Cullmann      |
|    | Germania (bandiera) | D     | Mathias Hemmersbach |
|    | Germania (bandiera) | D     | Fritz Pott          |
|    | Germania (bandiera) | D     | Wolfgang Weber      |
|    | Germania (bandiera) | C     | Heinz Flohe         |
|    | Germania (bandiera) | C     | Karl-Heinz Goldau   |

| N. |                     | Ruolo | Calciatore         |
| -- | ------------------- | ----- | ------------------ |
|    | Germania (bandiera) | C     | Bernhard Hermes    |
|    | Germania (bandiera) | C     | Wolfgang Overath   |
|    | Germania (bandiera) | C     | Wolfgang Riemann   |
|    | Germania (bandiera) | C     | Heinz Simmet       |
|    | Germania (bandiera) | C     | Werner Thelen      |
|    | Germania (bandiera) | A     | Heinz Hornig       |
|    | Germania (bandiera) | A     | Hannes Löhr        |
|    | Germania (bandiera) | A     | Carl-Heinz Rühl    |
|    | Germania (bandiera) | A     | Bernd Rupp         |
|    | Germania (bandiera) | A     | Karl-Heinz Thielen |

## Organigramma societario
Area tecnica
- Allenatore: Hans Merkle
- Allenatore in seconda:
- Preparatore dei portieri:
- Preparatori atletici:

## Calciomercato

### Sessione estiva
| Acquisti | Acquisti         | Acquisti          | Acquisti |
| R.       | Nome             | da                | Modalità |
| -------- | ---------------- | ----------------- | -------- |
| P        | Manfred Manglitz | Duisburg          |          |
| C        | Wolfgang Riemann | Eintracht Treviri |          |
| A        | Bernd Rupp       | Werder Brema      |          |
| C        | Werner Thelen    | Colonia II        |          |

| Cessioni | Cessioni          | Cessioni          | Cessioni |
| R.       | Nome              | a                 | Modalità |
| -------- | ----------------- | ----------------- | -------- |
| A        | Ludwig Bründl     | Kickers Stoccarda |          |
| P        | Paul Heyeres      | Düren             |          |
| A        | Jürgen Jendrossek | N.E.C.            |          |
| D        | Hans Langanke     | Blau-Weiß Berlin  |          |
| D        | Anton Regh        | Fortuna Colonia   |          |

## Risultati

### Bundesliga

#### Girone di andata
| Arbitro: | Aldinger |

|                                        |           |               |
| Rühl 72’ (rig.) Blusch 75’ Overath 85’ | Marcatori | 52’, 64’ Maas |

| Arbitro: | Siebert |

|                         |           |          |
| Görts 33’ Danielsen 58’ | Marcatori | 13’ Rühl |

| Arbitro: | Seiler |

|                                                        |           |                          |
| Rupp 8’, 28’ Hemmersbach 10’ Löhr 19’, 62’ Overath 65’ | Marcatori | 48’ Sondermann 72’ Budde |

| Arbitro: | Schröck |

|             |           |  |
| Fischer 76’ | Marcatori |  |

| Arbitro: | Herden |

|                               |           |  |
| Flohe 29’ Rupp 82’ Thelen 89’ | Marcatori |  |

| Arbitro: | Betz |

|           |           |  |
| Gayer 63’ | Marcatori |  |

| Arbitro: | Basedow |

|                                   |           |            |
| Hornig 15’ Overath 41’ Blusch 63’ | Marcatori | 70’ Arnold |

| Essen 11 ottobre 1969, ore 15:30 CET 8ª giornata | Rot-Weiss Essen | 0 – 0 referto | Colonia | Georg-Melches-Stadion (30 000 spett.)\| Arbitro: \| Biwersi \| |
| Arbitro:                                         | Biwersi         |               |         |                                                                |

| Arbitro: | Frickel |

|                              |           |                                    |
| Breuer 26’ Heynckes 55’, 69’ | Marcatori | 7’ Hornig 11’, 37’ Löhr 35’ Blusch |

| Arbitro: | Heckeroth |

|                           |           |  |
| Löhr 17’ Overath 46’, 63’ | Marcatori |  |

| Arbitro: | Heumann |

|  |           |                      |
|  | Marcatori | 68’ Rühl 90’ Overath |

| Arbitro: | Ohmsen |

|                                                                     |           |  |
| Rupp 15’, 39’ Hornig 17’ Löhr 48’, 52’ Thielen 63’, 78’ Overath 82’ | Marcatori |  |

| Arbitro: | Schulenburg |

|            |           |                     |
| Müller 48’ | Marcatori | 14’ Rühl 60’ Simmet |

| Arbitro: | Tschenscher |

|  |           |           |
|  | Marcatori | 88’ Fevre |

| Francoforte sul Meno 6 dicembre 1969, ore 15:30 CET 15ª giornata | Eintracht Francoforte | 0 – 0 referto | Colonia | Waldstadion (22 000 spett.)\| Arbitro: \| Herden \| |
| Arbitro:                                                         | Herden                |               |         |                                                     |

| Arbitro: | Basedow |

|                                                            |           |                    |
| Hemmersbach 5’ Flohe 35’ Rühl 41’, 58’ Simmet 45’ Löhr 57’ | Marcatori | 14’ (rig.) Geisert |

| Arbitro: | Redelfs |

|           |           |  |
| Weist 51’ | Marcatori |  |

#### Girone di ritorno
| Arbitro: | Siebert |

|          |           |                    |
| Maas 51’ | Marcatori | 9’ Simmet 27’ Löhr |

| Arbitro: | Biwersi |

|                           |           |  |
| Löhr 16’, 51’ Overath 18’ | Marcatori |  |

| Arbitro: | Basedow |

|            |           |           |
| Wißmann 9’ | Marcatori | 71’ Weber |

| Arbitro: | Linn |

|                     |           |             |
| Simmet 13’ Rupp 25’ | Marcatori | 90’ Fischer |

| Arbitro: | Aldinger |

|                |           |                          |
| Hermandung 67’ | Marcatori | 29’ Simmet 50’, 62’ Rupp |

| Arbitro: | Picker |

|                                                            |           |                  |
| Biskup 6’ Löhr 32’, 83’ Hemmersbach 57’ Overath 86’ (rig.) | Marcatori | 75’ (rig.) Gayer |

| Arbitro: | Horstmann |

|  |           |                   |
|  | Marcatori | 5’, 32’, 67’ Rupp |

| Arbitro: | Herden |

|                                                 |           |                   |
| Flohe 9’ Rupp 41’ Rühl 49’, 57’ Hemmersbach 64’ | Marcatori | 36’ Jung 78’ Beer |

| Arbitro: | Schröck |

|                                                |           |  |
| Overath 18’, 77’ Hemmersbach 26’, 72’ Rupp 87’ | Marcatori |  |

| Arbitro: | Heckeroth |

|                       |           |                                         |
| Hof 48’ Hellfritz 69’ | Marcatori | 29’, 59’, 66’ Löhr 42’ Overath 75’ Rupp |

| Arbitro: | Ohmsen |

|  |           |               |
|  | Marcatori | 87’ Karbowiak |

| Arbitro: | Ott |

|            |           |  |
| Neuser 44’ | Marcatori |  |

| Arbitro: | Horstmann |

|  |           |                 |
|  | Marcatori | 67’, 77’ Müller |

| Arbitro: | Tschenscher |

|                        |           |  |
| Sieloff 35’ Laumen 50’ | Marcatori |  |

| Arbitro: | Meuser |

|            |           |                      |
| Thelen 18’ | Marcatori | 37’ Nickel 81’ Heese |

| Arbitro: | Berner |

|                                      |           |                      |
| Ackermann 6’ Richter 13’ Geisert 43’ | Marcatori | 17’, 75’ (rig.) Löhr |

| Arbitro: | Geng |

|                                             |           |                         |
| Rupp 21’, 34’ Thelen 51’ Löhr 59’ Flohe 65’ | Marcatori | 54’ Trimhold 83’ Heeren |

### Coppa di Germania
| Arbitro: | Fork |

|                                   |           |                                |
| Littek 28’ Beer 107’ Fürhoff 120’ | Marcatori | 23’ Hemmersbach 94’, 116’ Rupp |

| Arbitro: | Redelfs |

|                                                    |           |             |
| Parits 29’, 84’ Overath 32’ Biskup 48’ (rig.), 59’ | Marcatori | 80’ Lippens |

| Arbitro: | Herden |

|                                                           |           |           |
| Löhr 12’, 58’ Biskup 22’ (rig.) Flohe 26’, 75’ Parits 40’ | Marcatori | 84’ Budde |

| Arbitro: | Wengenmayer |

|                             |           |                                            |
| Vogts 52’ Müller 60’ (rig.) | Marcatori | 31’ Löhr 87’ (rig.) Biskup 93’ Hemmersbach |

| Arbitro: | Ohmsen |

|  |           |                                     |
|  | Marcatori | 23’, 29’ Löhr 73’ Flohe 86’ Overath |

| Arbitro: | Schulenburg |

|                       |           |          |
| Winkler 27’ Gecks 64’ | Marcatori | 73’ Löhr |

## Statistiche

### Statistiche di squadra
| Competizione      | Punti | In casa | In casa | In casa | In casa | In casa | In casa | In trasferta | In trasferta | In trasferta | In trasferta | In trasferta | In trasferta | Totale | Totale | Totale | Totale | Totale | Totale | DR  |
| Competizione      | Punti | G       | V       | N       | P       | Gf      | Gs      | G            | V            | N            | P            | Gf           | Gs           | G      | V      | N      | P      | Gf     | Gs     | DR  |
| ----------------- | ----- | ------- | ------- | ------- | ------- | ------- | ------- | ------------ | ------------ | ------------ | ------------ | ------------ | ------------ | ------ | ------ | ------ | ------ | ------ | ------ | --- |
| Bundesliga        | 43    | 17      | 13      | 0       | 4       | 58      | 18      | 17           | 7            | 3            | 7            | 25           | 20           | 34     | 20     | 3      | 11     | 83     | 38     | +45 |
| Coppa di Germania | -     | 2       | 2       | 0       | 0       | 11      | 2       | 4            | 2            | 1            | 1            | 11           | 7            | 6      | 4      | 1      | 1      | 22     | 9      | +13 |
| Totale            | 43    | 19      | 15      | 0       | 4       | 69      | 20      | 21           | 9            | 4            | 8            | 36           | 27           | 40     | 24     | 4      | 12     | 105    | 47     | +58 |

### Andamento in campionato
| Giornata  | 1 | 2 | 3 | 4 | 5 | 6 | 7 | 8 | 9 | 10 | 11 | 12 | 13 | 14 | 15 | 16 | 17 | 18 | 19 | 20 | 21 | 22 | 23 | 24 | 25 | 26 | 27 | 28 | 29 | 30 | 31 | 32 | 33 | 34 |
| --------- | - | - | - | - | - | - | - | - | - | -- | -- | -- | -- | -- | -- | -- | -- | -- | -- | -- | -- | -- | -- | -- | -- | -- | -- | -- | -- | -- | -- | -- | -- | -- |
| Luogo     | C | T | C | T | C | T | C | T | T | C  | T  | C  | T  | C  | T  | C  | T  | T  | C  | T  | C  | T  | C  | T  | C  | C  | T  | C  | T  | C  | T  | C  | T  | C  |
| Risultato | V | P | V | P | V | P | V | N | V | V  | V  | V  | V  | P  | N  | V  | P  | V  | V  | N  | V  | V  | V  | V  | V  | V  | V  | P  | P  | P  | P  | P  | P  | V  |
| Posizione | 5 | 7 | 3 | 7 | 5 | 8 | 7 | 8 | 5 | 3  | 3  | 1  | 1  | 2  | 3  | 2  | 3  | 3  | 3  | 2  | 1  | 1  | 1  | 1  | 1  | 1  | 1  | 2  | 2  | 2  | 3  | 3  | 4  | 4  |

Legenda:

Luogo: C = Casa; T = Trasferta. Risultato: V = Vittoria; N = Pareggio; P = Sconfitta.

### Statistiche dei giocatori
| Giocatore      | Bundesliga | Bundesliga | Bundesliga  | Bundesliga | Coppa di Germania | Coppa di Germania | Coppa di Germania | Coppa di Germania | Totale   | Totale | Totale      | Totale     |
| Giocatore      | Presenze   | Reti       | Ammonizioni | Espulsioni | Presenze          | Reti              | Ammonizioni       | Espulsioni        | Presenze | Reti   | Ammonizioni | Espulsioni |
| -------------- | ---------- | ---------- | ----------- | ---------- | ----------------- | ----------------- | ----------------- | ----------------- | -------- | ------ | ----------- | ---------- |
| R. Birkhölzer  | 0          | 0          | 0           | 0          | 0                 | 0                 | 0                 | 0                 | 0        | 0      | 0           | 0          |
| W. Biskup      | 33         | 1          | 0           | 0          | 6                 | 4                 | 0                 | 0                 | 39       | 5      | 0           | 0          |
| P. Blusch      | 19         | 3          | 0           | 0          | 1                 | 0                 | 0                 | 0                 | 20       | 3      | 0           | 0          |
| M. Classen     | 0          | 0          | 0           | 0          | 0                 | 0                 | 0                 | 0                 | 0        | 0      | 0           | 0          |
| B. Cullmann    | 0          | 0          | 0           | 0          | 1                 | 0                 | 0                 | 0                 | 1        | 0      | 0           | 0          |
| H. Flohe       | 23         | 4          | 0           | 0          | 6                 | 3                 | 0                 | 0                 | 29       | 7      | 0           | 0          |
| K. Goldau      | 1          | 0          | 0           | 0          | 0                 | 0                 | 0                 | 0                 | 1        | 0      | 0           | 0          |
| M. Hemmersbach | 34         | 6          | 0           | 0          | 6                 | 2                 | 0                 | 0                 | 40       | 8      | 0           | 0          |
| B. Hermes      | 8          | 0          | 0           | 0          | 1                 | 0                 | 0                 | 0                 | 9        | 0      | 0           | 0          |
| H. Hornig      | 20         | 3          | 0           | 0          | 1                 | 0                 | 0                 | 0                 | 21       | 3      | 0           | 0          |
| W. John        | 0          | 0          | 0           | 0          | 1                 | 0                 | 0                 | 0                 | 1        | 0      | 0           | 0          |
| J. Kapellmann  | 0          | 0          | 0           | 0          | 5                 | 0                 | 0                 | 0                 | 5        | 0      | 0           | 0          |
| K. Kowalski    | 0          | 0          | 0           | 0          | 0                 | 0                 | 0                 | 0                 | 0        | 0      | 0           | 0          |
| H. Lex         | 0          | 0          | 0           | 0          | 0                 | 0                 | 0                 | 0                 | 0        | 0      | 0           | 0          |
| H. Löhr        | 32         | 19         | 0           | 0          | 6                 | 6                 | 0                 | 0                 | 38       | 25     | 0           | 0          |
| M. Manglitz    | 34         | 0          | 0           | 0          | 6                 | 0                 | 0                 | 0                 | 40       | 0      | 0           | 0          |
| W. Overath     | 29         | 12         | 0           | 0          | 6                 | 2                 | 0                 | 0                 | 35       | 14     | 0           | 0          |
| T. Parits      | 0          | 0          | 0           | 0          | 5                 | 3                 | 0                 | 0                 | 5        | 3      | 0           | 0          |
| F. Pott        | 0          | 0          | 0           | 0          | 0                 | 0                 | 0                 | 0                 | 0        | 0      | 0           | 0          |
| W. Riemann     | 8          | 0          | 0           | 0          | 0                 | 0                 | 0                 | 0                 | 8        | 0      | 0           | 0          |
| B. Rupp        | 34         | 16         | 0           | 0          | 5                 | 2                 | 0                 | 0                 | 39       | 18     | 0           | 0          |
| C. Rühl        | 27         | 8          | 0           | 0          | 0                 | 0                 | 0                 | 0                 | 27       | 8      | 0           | 0          |
| H. Simmet      | 31         | 5          | 0           | 0          | 2                 | 0                 | 0                 | 0                 | 33       | 5      | 0           | 0          |
| W. Thelen      | 14         | 3          | 0           | 0          | 1                 | 0                 | 0                 | 0                 | 15       | 3      | 0           | 0          |
| K. Thielen     | 24         | 2          | 0           | 0          | 5                 | 0                 | 0                 | 0                 | 29       | 2      | 0           | 0          |
| W. Weber       | 30         | 1          | 0           | 0          | 6                 | 0                 | 0                 | 0                 | 36       | 1      | 0           | 0          |
| M. Šoškić      | 0          | 0          | 0           | 0          | 0                 | 0                 | 0                 | 0                 | 0        | 0      | 0           | 0          |